# Der Spiegel
Der Spiegel (doslova Zrcadlo) je německý týdeník vydávaný v Hamburku. Patří k největším evropským zpravodajským týdeníkům, jeho týdenní náklad dosahuje zhruba milion výtisků. Je mimo jiné znám svou investigativní činností, která spustila řadu politických afér, a bojem za svobodu tisku.

## Dějiny
Der Spiegel vyšel poprvé 4. ledna 1947 v nákladu 15 000 výtisků jako nástupce staršího týdeníku Diese Woche („Tento týden“). Ten vznikl za pomoci britské okupační správy. Název se změnil, když tiskový orgán přešel do německých rukou a jeho šéfredaktorem se stal Rudolf Augstein, který v této funkci vydržel desetiletí a byl také většinovým vlastníkem. Náklad týdeníku poměrně rychle rostl, v roce 1961 už byl 437 000.
Následně se v roce 1962 odehrála slavná „Spiegel-Affäre“, když německý ministr obrany Franz Josef Strauß zareagoval na kritiku Bundeswehru zahájením vyšetřování, které zahrnovalo zatčení předních editorů včetně autora článku Conrada Ahlerse a jejich obvinění ze zrady. Protože se obvinění ukázala jako nepodložená, aféra skončila odstoupením ministra Strausse a výrazným zvýšením popularity a prestiže týdeníku.
Se znovusjednocením Německa, kdy se mohl začít prodávat v bývalém Východním Německu, překonal Der Spiegel hranici jednoho miliónu výtisků.

### Investigativní novinářství
Der Spiegel je pověstný odhalováním politických afér a skandálů.
V roce 2013 Der Spiegel uvedl, že z tajných dokumentů, které má magazín k dispozici vyplývá, že americké rozvědky NSA a CIA měly během funkčních období administrativ prezidentů George W. Bushe a Baracka Obamy v Praze společné tajné pracoviště, které s dalšími pobočkami v 18 jiných evropských městech zajišťovalo odposlech evropských politiků. Tajné špionážní pracoviště, které nebylo legálně nahlášeno, bylo i na velvyslanectví USA v Berlíně.

### Kontroverze
V listopadu 2016 označil Der Spiegel nově zvoleného amerického prezidenta Donalda Trumpa za nebezpečně nezkušeného a rasistického muže, lháře a demagoga, který ohrožuje demokracii na celém světě a který byl vynesen do Bílého domu armádou bílých Američanů z dělnické vrstvy a střední třídy. Podle magazínu se 60 milionů Američanů volbou pro Trumpa zachovalo „stupidně“. Šéfredaktor magazínu Klaus Brinkbäumer Trumpa nepřímo přirovnal k Adolfu Hitlerovi, když napsal, že Trumpova slova byla stejně „hrubá“ jako ta, která zaznívala v Německu před 80 lety.

### Claas Relotius
Koncem roku 2018 otřáslo důvěryhodností týdeníku Der Spiegel odhalení, že jeden z jeho novinářů, 33letý Claas Relotius (od roku 2017 kmenový zaměstnanec), který za své články získal v průběhu posledních let mnohá ocenění, si ve skutečnosti řadu článků zásadním způsobem domýšlel a dokresloval, vkládal do nich vymyšlené pasáže s fiktivními příběhy a citace neexistujících osobností. 